# 巴勒姆
巴勒姆（英語：Balham，/ˈbæləm/）是英格蘭南倫敦的一個地區。巴勒姆分別屬於旺茲沃思倫敦自治市和蘭貝斯倫敦自治市。二戰期間巴勒姆曾遭到嚴重轟炸。巴勒姆的中心地區有各種酒吧、餐館、商店等商業設施。

## 外部連結
- 《末日審判書》上的Balham